# بوم‌شناسی اکوسیستم
بوم‌شناسی اکوسیستم (انگلیسی: Ecosystem ecology)، مطالعه یکپارچه‌ای از اجزای زنده و غیر زنده اکوسیستم‌ها و فعل و انفعالات آنها در یک چارچوب اکوسیستم است. این علم نحوه کارکرد اکوسیستم‌ها را بررسی می‌کند و این امر را به اجزای تشکیل‌دهنده آنها مانند مواد شیمیایی، سنگ بستر، خاک، گیاهان و حیوانات مرتبط می‌سازد.
بوم‌شناسی اکوسیستم، مطالعه ساختارهای فیزیکی و بیولوژیکی و نحوه کنش و واکنش این ویژگی‌های اکوسیستم را با یکدیگر بررسی می‌کند. در نهایت، این به ما کمک می‌کند تا بدانیم که چگونه می‌توان کیفیت بالای آب و از نظر اقتصادی تولید کالای مناسب اقتصادی را حفظ کنیم. تمرکز اصلی اکولوژی اکوسیستم در کنش و واکنش‌های عملی، این است که ساختار مکانیسم‌های اکولوژیکی و خدمات تولید شده توسط اکوسیستم‌ها را حفظ می‌کند. اینها شامل بهره‌وری اولیه (تولید جرم زیستی)، تجزیه و فعل و انفعالات این روند را تشکیل می‌دهند.
مطالعات عملکرد اکوسیستم، درک بشر از تولید پایدار علوفه، فیبر، سوخت و تأمین آب را بسیار بهبود بخشیده‌است. فرایندهای کاربردی توسط تغییرات آب و هوای محلی، باعث اختلال در امر مدیریت محلی می‌شوند، به این ترتیب بوم‌شناسی یک چهارچوب قدرتمند برای شناسایی مکانیزم‌های زیست‌محیطی را فراهم می‌کند که به مشکلات زیست‌محیطی ربط پیدا می‌کنند، به‌ویژه گرمایش جهانی و تخریب آب‌های سطحی.
این مثال چندین جنبه مهم اکوسیستم را نشان می‌دهد:
1. مرزهای اکوسیستم اغلب مبهم هستند و ممکن است در زمان نوسان کنند.
2. موجوداتی که در اکوسیستم‌ها به‌سر می‌برند به فرآیندهای بیولوژیکی و فیزیکی سطح اکوسیستم‌ها وابسته هستند.
3. اکوسیستم‌های مجاور از نزدیک با یکدیگر تعامل دارند و اغلب برای حفظ ساختار عمومی و فرآیندهای عملکردی که بهره‌وری و تنوع زیستی را حفظ می‌کنند به یکدیگر وابسته هستند.

این خصوصیات همچنین مشکلات عملی را در امر مدیریت منابع طبیعی وارد می‌کند. چه کسی کدام اکوسیستم را مدیریت خواهد کرد؟ آیا قطع درختان برای الوار در جنگل باعث کاهش ماهی‌گیری تفریحی در این رودخانه می‌شود؟ پاسخ این سئوالات برای مدیران زمین دشوار است، چرا که مرز بین اکوسیستم‌ها هنوز مشخص نیست. حتی اگر تصمیمات در یک اکوسیستم بر دیگری تأثیر بگذارد، ما قبل از شروع پرداختن به این سوالات، نیاز به درک بهتری از کنش و واکنش‌ها و وابستگی‌های متقابل این اکوسیستم‌ها و فرایندهایی که آنها را حفظ می‌کند، داریم.
بوم‌شناسی اکوسیستم یک زمینه مطالعه میان‌رشته‌ای است. یک اکوسیستم منفرد متشکل از جمعیتی از موجودات زنده مربوط به یک گروه یا یک گونه است که با همدیگر در کنش و واکنش قرار دارند و به چرخه طبیعی مواد مغذی و جریان انرژی کمک می‌کنند. اکوسیستم واحد اصلی مطالعه در بوم‌شناسی اکوسیستم است.

## تاریخچه

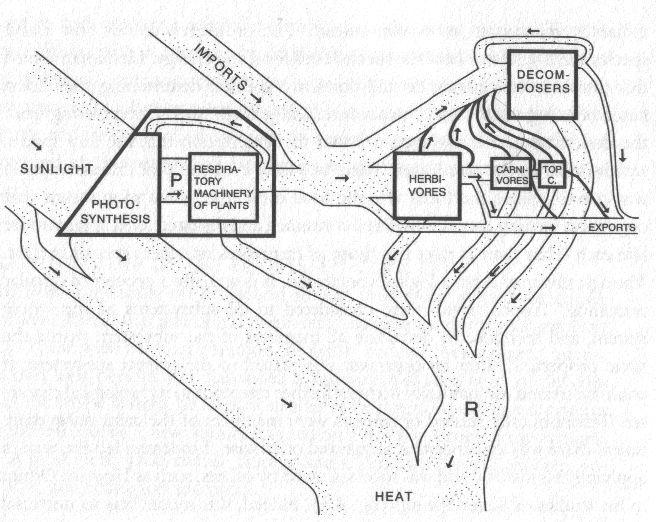
شکل ۳. انرژی و ماده از طریق یک اکوسیستم جریان یافته که از مدل Silver Springs اقتباس شده‌است. H گیاه‌خوار، C گوشتخوار، TC گوشتخوار برتر و D تجزیه کننده هستند. مربع‌ها استخرهای بیوتیکی را نشان می‌دهند و بیضی‌ها شار یا انرژی یا مواد مغذی سیستم هستند.

بوم‌شناسی اکوسیستم، از نظر فلسفی و تاریخی ریشه در اکولوژی خاک دارد. مفهوم اکوسیستم به سرعت در طول ۱۰۰ سال گذشته با ایده‌های مهم توسعه‌یافته، توسط فردریک کلمنتس، گیاه‌شناسی که به دنبال تعاریف خاص از اکوسیستم‌ها و فرایندهای فیزیولوژیکی و مسئول رشد و پایداری آنها است، تکامل پیدا کرده‌است. اگرچه در بیشتر تعاریف، اکوسیستم ابتدا توسط هنری گلیسون و آرتور تانزلی و بعداً توسط بوم‌شناسان معاصر بسیار تجدید نظر شده‌ است، اما این ایده که فرایندهای فیزیولوژیکی برای ساختار و عملکرد اکوسیستم مهم هستند، همچنان از نظر اکولوژیک پایه‌ایی محسوب می‌شود.

## خدمات زیست‌محیطی
خدمات اکوسیستم فرآیندهای عملی زیست‌محیطی است که برای حفاظت از سلامت جوامع انسانها امری ضروری است. تأمین و فیلتراسیون آب، تولید زیست‌توده در جنگلداری، کشاورزی و شیلات و حذف گازهای گلخانه‌ای مانند دی‌اکسید کربن (CO2) از جو زمین، نمونه‌هایی از خدمات اکوسیستم ضروری برای سلامت عمومی و فرصت‌های اقتصادی است. سیکل تغذیه نیز یک فرایند اساسی برای تولید محصولات کشاورزی و تولید جنگل است.
با این‌ حال، مانند اکثر فرآیندهای اکوسیستم، زنجیره غذایی، یک ویژگی اکوسیستم نیست که بتوان آن را به مطلوب‌ترین سطح «شماره بندی» نمود. به حداکثر رساندن تولید در سیستم‌های تخریب‌شده، یک راه حل بیش از حد ساده برای مشکلات پیچیده گرسنگی و امنیت اقتصادی است. به عنوان مثال، استفاده شدید از کود در غرب میانه ایالات متحده منجر به تخریب شیلات در خلیج مکزیک شده‌است. متأسفانه، در «انقلاب سبز»، عمل لقاح شیمیایی فشرده برای کشاورزی در کشورهای پیشرفته و در حال توسعه توصیه شده‌است. این استراتژی‌ها تغییر فرآیندهای اکوسیستم که ممکن است بازیابی آنها دشوار باشد را در معرض خطر قرار می‌دهد، به‌ویژه هنگامی که در مقیاس وسیع و بدون ارزیابی کافی اثرات آنها، از این روش‌ها استفاده گردد. چرا که فرایندهای اکوسیستم، ممکن است سال‌ها طول بکشد تا از اثرات یک اختلال قابل توجه، بهبود یابند.